# Förläning
En förläning är ett historiskt begrepp och företeelse, vilket innebär att en ägare, länsherre, behåller sin äganderätt men överlåter nyttjanderätten, rätten att använda och dra nytta av det län det gäller, i regel med krav på trohet. Den som får använda och dra nytta av länsherrens gods kallas för läntagare eller vasall.  I ett längre europeiskt perspektiv har läntagaren haft juridisk (ansvar för det lokala rättssystemet) och militär kontroll över sitt län, samt rätt att uppbära skatt i området (administrativ kontroll). Läntagaren förväntas å sin sida ställa upp på länsherrens sida i krig samt att skicka del av uppbörden (skatt) vidare till sin länsherre. Således fungerar läntagaren som länsherrens representant i ett visst område. Förläningar är ett kännetecknande drag för feodalismen. Förläningen ifråga kan omfatta avgränsade geografiska områden, specificerade hemman (gårdar) eller till och med varor. I Sverige har förläningar omfattat landskap, grevskap, friherrskap, socknar, enskilda gårdar, varor (t.ex. en tunna spannmål om året) eller rättigheter (rätten att fiska på ett visst ställe). En förläning kan vara både på livstid och på begränsad tid, och i vissa tider/platser även vara ärftlig. Men det är länsherrens fulla rätt att dra in förläningen och återta den egendom som han lånat ut, exempelvis om läntagarens förvaltning av godset visar sig bristfällig.

## I Sverige
I Sverige var fram till och med sena 1500-talet en stor andel av de större förläningarna utdelade till släktingar och vänner nära kungafamiljen. Under Gustav Vasas regering förlorar länen (och därmed den gamla högadeln) en stor del av sin självständighet och de förmåner de tidigare haft, i takt med att kronan ökar direktkontrollen över rikets undersåtar. Stora indragningar av kyrkojord under reformationen samt indragningar av tidigare förlänad jord ger kungamakten möjlighet att gynna och ersätta dem som hjälpt kronan med lån eller arbete. Gustav I inrättade år 1560 en ny form av ärftliga län, hertigdömen, för sina söner, men de förbjöds redan 1622. De 1561 inrättade grevskapen och friherrskapen gavs under mer restriktiva och begränsade villkor än de äldre länen. De utdelades till nyutnämnda grevar och friherrar med begränsad arvsrätt (i regel ärvde enbart den äldste sonen), begränsad rätt till uppbörden och dess administration, och tydligt underställd rikets rättsväsende. Dessa (grev- och friherrskap) fanns kvar fram till 1680, då även dessa förbjöds och bara titlarna blev kvar.  
Under 1600-talet och även under 1700-talet delades en stor mängd mindre livstidsförläningar ut av kronan till individer för utförd, pågående eller framtida tjänst. Många gånger erhöll mottagaren och hans hustru livstidsrätt till en eller flera namngivna gårdar. Mindre säkerhet hade innehavaren av en så kallad beställning, vilken i regel var knuten till en viss tjänst (som ett fjärdingsmanshemman). Bättre villkor än livstidsförläningarna (och de så kallade behaglig-tids-förläningarna) hade donationsjordsinnehavare, vilka i regel (efter 1604) gavs med full arvsrätt för söner och med en möjlighet för döttrar att få antingen ersättning eller tillstånd att behålla jorden i sin familj. Inkomsterna från den förlänade jorden fungerade för många som en extra och säkrare inkomst/lön samt som en pension/änkepension under ålderdomen. Under 1600-talet kom många mindre förläningar att delas ut till ofrälse - icke adlade familjer - som stod i kronans tjänst; det militära befälet, civila tjänstemän.
I samband med reduktionen år 1680 drogs möjligheten att utdela grev- och friherrskap in och på förhållande vis kort tid drogs de stor länen in till kronan. Jorddonationer utdelade under olika villkor (innehavarens rättigheter kunde vara mer eller mindre begränsade av kronan i jämförelse med ärvd eller köpt jord) drogs också in under dessa år. Kronan såg även över och omvärderade flera tidigare utdelade förpantningar (utdelade som säkerhet för lån till kronan) och försäljningar av jord. Mycket av den jord som på så sätt kom tillbaka till kronan användes för att sätta upp en stående arme (främst genom att anslås till befälets löner) samt för att på liknande sätt anslås kostnader för den civila administrationen.
Ordet län har bibehållits i Sverige och Finland, men utgör numera en modern administrativ indelning av riket.